# Paramycodrosophila pictifrons
Paramycodrosophila pictifrons är en tvåvingeart som först beskrevs av Malloch 1934.  Paramycodrosophila pictifrons ingår i släktet Paramycodrosophila och familjen daggflugor.
Artens utbredningsområde är Samoa. Inga underarter finns listade i Catalogue of Life.